# پاول صافاریان
پاول دانتونی صافاریان (ارمنی: Պավել Դանտոնի Սաֆարյան؛  زادهٔ ۲۰ نوامبر ۱۹۵۸) اقتصاددان اهل ارمنستان است.

## زندگی‌نامه
وی در ۲۰ نوامبر ۱۹۵۸ به دنیا آمد و از دانشگاه دولتی اقتصاد ارمنستان فارغ‌التحصیل گشت. همچنین برندهٔ جوایزی همچون نشان آنانیا شیراکاتسی () شده‌است.

## یادداشت
1. ↑  ՀՀ ԿԱ հարկային պետական տեսչության պետ
2. ↑  տնտեսագիտական գիտությունների թեկնածու